# Boyacámyrpitta
Boyacámyrpitta (Grallaria alticola) är en fågelart i familjen myrpittor inom ordningen tättingar.

## Utbredning och systematik
Fågeln förekommer endast i östra Colombia. Den kategoriserades tidigare underart till ockramyrpitta (Grallaria quitensis), men urskiljs sedan 2016 som egen art av Birdlife International och IUCN, sedan 2023 även av International Ornithological Congress.

## Status
Internationella naturvårdsunionen IUCN placerar den i hotikategorin livskraftig.